# Vaccinium capillatum
Vaccinium capillatum är en ljungväxtart som beskrevs av Herman Otto Sleumer. Vaccinium capillatum ingår i Blåbärssläktet, och familjen ljungväxter. Inga underarter finns listade i Catalogue of Life.